# Mthulisi Maphosa
Mthulisi Maphosa (18 luglio 1989) è un calciatore zimbabwese, difensore degli Highlanders.

## Carriera

### Club
Dopo aver giocato con varie squadre di club, nel 2010 si trasferisce al Mazembe, squadra della Repubblica Democratica del Congo.

### Nazionale
Conta 3 presenze ed una rete con la nazionale dello Zimbabwe.

## Palmarès
- CAF Champions League: 1

Mazembe: 2010